# Haukur Ingi Guðnason
Haukur Ingi Guðnason (ur. 8 września 1978 w Keflavíku) – islandzki piłkarz, napastnik, od 2009 roku piłkarz klubu ÍBK Keflavík, którego jest wychowankiem. W reprezentacji Islandii zadebiutował w 1998 roku i do tej pory rozegrał w niej osiem spotkań.